# 斯米爾泰內市鎮
斯米爾泰內市鎮是拉脫維亞的市镇，位於該國東北部，行政中心为斯米爾泰內。市镇面積为1,801平方公里，人口数量为18,155人（2021年）。
斯米爾泰內市鎮设立于2009年。2021年7月1日，斯米爾泰內市鎮、阿佩市鎮及勞納市鎮合并为新的斯米爾泰內市鎮。